# Istres Ouest Provence Volley-Ball 2014-2015
Questa voce raccoglie le informazioni riguardanti l'Istres Ouest Provence Volley-Ball nelle competizioni ufficiali della stagione 2014-2015.

## Organigramma societario
Area direttiva
- Presidente: Gilbert Louis
- Vicepresidente: Lucien Feltrin, Jean-Marc Rodríguez
- Segreteria generale: Maud Villard, Chantal David
- Consigliere: Jean-Louis Maire, Delphine Nalin, Valérie Louis, Philippe Picard, Geneviève Picard, Robert Richier, Pierre Embry

Area organizzativa
- Tesoriere: Franck Boutron, Marc Marchand
- Team manager: Gilberto Mastrodicasa
- Direttore sportivo: Christophe Le Berre

Area tecnica
- Allenatore: Jean-Pierre Staelens
- Scout man: Sebastien Devaud

Area sanitaria
- Preparatore atletico: Cécile Rochereux

## Rosa
| N° | Nome             | Ruolo | Data di nascita   | Nazionalità sportiva |
| -- | ---------------- | ----- | ----------------- | -------------------- |
| 1  | Aléxia Joffrin   | S     | 26 ottobre 1994   | Francia              |
| 2  | Inge Molendijk   | P     | 9 dicembre 1992   | Paesi Bassi          |
| 4  | Kirsten Knip     | L     | 14 settembre 1992 | Paesi Bassi          |
| 5  | Julieta Lazcano  | C     | 25 luglio 1989    | Italia               |
| 6  | Odette Ndoye     | S     | 25 agosto 1992    | Francia              |
| 7  | Ivana Vasin      | P     | 13 maggio 1982    | Serbia               |
| 8  | Lisa Henning     | S/O   | 6 gennaio 1992    | Stati Uniti          |
| 9  | Vendula Haragová | C     | 22 luglio 1981    | Rep. Ceca            |
| 12 | Silvana Dascalu  | C     | 14 maggio 1994    | Francia              |
| 13 | Moerani Maire    | P     | 28 marzo 1997     | Francia              |
| 16 | Yiting Cao       | S     | 6 luglio 1990     | Cina                 |
| 17 | Tara Mueller     | S     | 31 luglio 1989    | Stati Uniti          |